# Bourbince
Die Bourbince ist ein Fluss in Frankreich, im Département Saône-et-Loire, Region Bourgogne-Franche-Comté. Sie entspringt im Gemeindegebiet von Torcy aus dem gleichnamigen Étang de Torcy, in einer Seehöhe von 326 Metern. Sie entwässert generell nach Südwest, schwenkt dann Richtung Nordwest und mündet nach rund 84 Kilometern nordöstlich von Digoin, als linker Nebenfluss in den Arroux.
Die Bourbince wird auf einem Großteil ihres Flusslaufes vom Schifffahrtskanal Canal du Centre als Seitenkanal begleitet und dient auch zur Wasserversorgung des Kanals.

## Orte am Fluss
- Torcy
- Montchanin
- Blanzy
- Montceau-les-Mines
- Génelard
- Paray-le-Monial